# Августин Гаїнса
Агустин Гаїнса Біканді (ісп. Agustín Gaínza Bikandi; 28 травня 1922, Басаурі — 7 січня 1995, Басаурі) — іспанський футболіст, що грав на позиції нападника. По завершенні ігрової кар'єри — тренер.
Виступав, тільки за баскський клуб «Атлетік Більбао», а також національну збірну Іспанії.
Дворазовий чемпіон Іспанії. Семиразовий володар Кубка Іспанії з футболу. Володар Кубка Іспанії з футболу (як тренер).

## Клубна кар'єра
Народився 28 травня 1922 року в місті Басаурі. Вихованець футбольної школи клубу «Атлетік Більбао». Дорослу футбольну кар'єру розпочав 1940 року в основній команді того ж клубу, кольори якої і захищав протягом усієї своєї кар'єри гравця, що тривала цілих двадцять років. Більшість часу, проведеного у складі «Атлетика», був основним гравцем атакувальної ланки команди.

## Виступи за збірну
З 1945 року дебютував в офіційних матчах у складі національної збірної Іспанії. Протягом кар'єри у національній команді, яка тривала 11 років, провів у формі головної команди країни 33 матчі, забивши 10 голів.
У складі збірної був учасником чемпіонату світу 1950 року у Бразилії.

## Кар'єра тренера
Розпочав тренерську кар'єру, повернувшись до футболу після невеликої перерви, 1965 року, очоливши тренерський штаб клубу «Атлетік Більбао». Досвід тренерської роботи обмежився цим клубом.
Помер 7 січня 1995 року на 73-му році життя у місті Басаурі.

## Титули і досягнення

### Як гравця
- Чемпіон Іспанії (2):

«Атлетік Клуб»: 1943, 1956
- Володар Кубка Іспанії з футболу (7):

«Атлетік Клуб»: 1943, 1944, 1945, 1950, 1955, 1956, 1958
- Володар Кубка Еви Дуарте (1):

«Атлетік Більбао»: 1950

### Як тренера
- Володар Кубка Іспанії з футболу (1):

«Атлетік Клуб»: 1969